# Santana (Piracicaba)
Santana é um bairro rural do município brasileiro de Piracicaba, sede da Região Metropolitana de Piracicaba, no interior do estado de São Paulo.

## História

### Origem
O bairro Santana, juntamente com o bairro vizinho de Santa Olímpia, formam a Colônia Tirolesa de Piracicaba. Ela foi fundada no final do século XIX, entre 1892 e 1893, por imigrantes tiroleses oriundos do Vale do Rio Ádige próximos à cidade de Trento (Tirol Italiano), região que de 1363 até 1918 pertenceu à Áustria e hoje pertence à Itália (atual Província Autônoma de Trento).

## Geografia
O bairro faz parte do distrito de Santa Teresinha de Piracicaba.

### População
Pelo Censo 2010 (IBGE) a população do bairro era de 790 habitantes.

## Cultura
Os habitantes procuraram sempre manter a cultura tirolesa nas mais diversas formas. O bairro conta com vários grupos culturais que preservam as tradições dos antepassados:

### Danças típicas
- Grupo Folclórico Cortesano
- Grupo Folclórico Avanti Trentini
- Grupo Folclórico Nostalgia

### Corais
- Coro infantil Bambini Felici

### Bandas
- Banda Típica Nostalgia

### Festas
No bairro é possível encontrar durante todo o ano festas que trazem um pouco da cultura tirolesa. Os bairros de Santa Olímpia e de Santana preservam anualmente, na terça-feira de Carnaval, a tradição da Festa de la Cucàgna, uma festa típica trentina com muita animação e cantos de carnaval. O bairro de Santana organiza anualmente a Festa do Vinho, com apresentações folclóricas e muita música tirolesa.

## Arquitetura
A arquitetura dos bairros é antiga e simples, nos moldes da colonização. Pode-se dizer que atualmente buscam-se os modelos tradicionais tiroleses, que podem ser observados em residências de Santana e Santa Olímpia, de forma a ressaltar a identidade cultural dos bairros.